# Lilah Sturges
Lilah Sturges (2 de octubre de 1970) es una escritora de cómics y novelas de fantasía estadounidense. Es conocida por escribir Jack de Fábulas junto con el historietista Bill Willingham, así como otros cómics publicados por las editoriales Vertigo y DC Comics.

## Trayectoria
En los años 90 Sturges fue parte del colectivo de escritores Clockwork Storybook, al cual también pertenecían Willingham, Chris Roberson y Mark Finn.
A principios de 2006 escribió junto con Willingham la serie de historietas de 50 números Jack de Fábulas (un spin-off de la popular serie de Willingham Fábulas). En 2008 empezó a escribir la serie de cómics House of Mystery. Después de firmar un contrato de exclusividad para DC Comics un año más tarde, Sturges escribió Blue Beetle y Crisis final. En 2009 volvió a unirse a Willingham para escribir la Sociedad de la Justicia de América.
Es la autora de dos novelas, Midwinter (2009) y su secuela The Office of Shadow (2010), y un libro corto de terror, Beneath the Skin and Other Stories (2000).
En septiembre de 2020, anunció su primera novela gráfica, Girl Haven (2021), con Meaghan Carter y Joamette Gil. Sturges afirmó que "el libro es para cualquiera a quien encante una aventura de fantasía, pero tiene un mensaje especial para jóvenes trans, que ser como son está bien, que tienen que permitirse ser quienes son e incluso estar confundidos a veces, y que son dignos de amor y amistad."

## Vida personal
Sturges nació varón, pero en diciembre de 2016, anunció a través de sus cuentas de Twitter y Facebook que es una mujer trans, adoptando el nombre Lilah. Tiene dos hijas, Emerson y Camille Sturges.

### Novelas gráficas
- Girl Haven, co-escrita con Meaghan Carter y Joamette Gil, Oni-el león Forja; 9 de febrero de 2021.

### Cómics
- Jack de Fábulas, números 1 al 50, coescrito con Bill Willingham, Vertigo, septiembre de 2006 a marzo de 2011.
- Shadowpact, números 17 al 25, DC Comics, septiembre de 2007 a julio de 2008.
- Countdown to Mystery: A Syzygy in Plastic, números 1 al 8, DC Comics, noviembre de 2007 a junio de 2008.
- Salvation Run, números 3 al 7, DC Comics, marzo a julio de 2008.
- House of Mystery, números 1 al 42, Vertigo, julio de 2008 a 2011.
- Blue Beetle, números 29 al 36, con los artistas Rafael Alburquerque, André Coelho, y Carlo Barberi; DC Comics, septiembre de 2008 a abril de 2009.
- Crisis final: Aftermath: Run!, con Freddie Williams, DC Comics, 6 números, serie limitada, 2009.
- Thor: Season One, con Pepe Larraz, Universo Marvel, 178 páginas, septiembre de 2013.[18]

- Vertigo Double Shot #1, 2008.
- Sociedad de la Justicia de América, Vol. 3, números 24, 29–33, Annual #2.
- The Literals, números 1–3.
- Fábulas, números 83–85, 143, 148
- Booster Gold, Vol. 2, números 21–25, 28-29 (2009).
- JSA 80-Page Giant 2010, número 1.
- JSA All-Stars, números 1–18 (2010–2011).
- The Web (2009), números 6–10.
- DC Universe, números 57
- The Mighty Crusaders Special #1.
- G.I. Combat, Vol. 2, números 1 (2010).
- Doctor Who: A Fairytale Life, números 1–4 (IDW Publishing, 2011).
- Zatanna, Vol. 2, números 12.
- The Spirit, número14.
- Power Girl Vol. 2, números 26.
- Fairest, número 7 (2012).
- Damsels: Mermaids, números 0–5.
- The Witching Hour Vol. 2, número 1.
- Fables: The Wolf Among Us, números 1–16 (capítulo digital 1–48).
- Muirwood: The Lost Abbey, números 2–5.
- Public Relations, números 1–13 (coescrito con Dave Justus).
- The Four Norsemen of the Apocalypse (2016) OGN SC.
- Mix Tape 2016.

### Prosa

#### Novelas
- Midwinter (2009).
- The Office of Shadow (2010).

#### Colecciones de historias cortas
- Beneath the Skin and Other Stories (2000).

#### Juegos
- Lifeline: Crisis Line (2016).